# Iryna Nafranowitsch
Iryna Nafranowitsch (belarussisch Ірына Нафрановіч, russisch Ирина Нафранович; * 1. Mai 1984) ist eine ehemalige belarussische Biathletin und frühere Skilangläuferin.
Iryna Nafranowitsch war Studentin der Беларускі дзяржаўны ўнівэрсытэт фізычнай культуры (Belarussische Staatliche Universität für Körperkultur) in Minsk. Sie begann ihre Karriere als Skilangläuferin. Ihr internationales Debüt gab sie im Rahmen der Junioren-Weltmeisterschaften 2002 in Schonach, wo sie jeweils 38. beim 5-Kilometer-Freistil- und dem 15-Kilometer-Klassikrennen. Im Freistilsprint wurde die Belarussin 48. Ein Jahr später nahm sie in Tarvisio an der Winter-Universiade 2003 teil und wurde über 5 Kilometer Klassisch 27. In der Folgezeit startete Nafranowitsch zumeist in unterklassigen Rennen wie Continental- und Marathon-Cups sowie FIS-Rennen. Im Dezember 2004 folgte das Debüt im Skilanglauf-Weltcup bei einem Klassik-Sprint in Asiago, den sie als 50. beendete. Einen Podestplatz erreichte sie als Dritte des 55-Kilometer-Rennens in Oberammergau im Rahmen des Skilanglauf-Marathon-Cups Anfang Februar 2005. Im Januar 2007 nahm Nafranowitsch erneut an der Winter-Universiade teil. In Pragelato gewann sie über 5 Kilometer Klassisch hinter Justyna Kowalczyk und Alena Procházková die Bronzemedaille und wurde 15. in der Verfolgung. Es folgten die Nordischen Skiweltmeisterschaften 2007 in Sapporo. Nafranowitsch wurde 64. im Klassik-Sprint, 37. des 30-Kilometer-Massenstarts und kam im Verfolgungsrennen nicht ins Ziel. 2009 nahm die Belarussin nochmals an einer Universiade teil und kam in Yabuli über 5 Kilometer Freistil auf den 35. Platz und wurde Neunte mit der Staffel. Auch in der Saison 2009/2010 war sie in internationalen Rennen vertreten, unter anderem gelangen ihr dritte Plätze beim Freistil-Sprint in Charkiw, einem Wettbewerb des Eastern Europe Cups und beim International Marathon Chepojarwi Ski-2010 in Toksowo über 30 Kilometer, einem Marathon-Wettbewerb der Euroloppet-Serie.
Zur Saison 2010/11 wechselte Nafranowitsch vom Langlauf zum Biathlon. In Beitostølen gab sie zum Saisonauftakt ihr Debüt im IBU-Cup, wo sie sofort in ihrem ersten Rennen Achte, danach 23., in Sprintrennen wurde und damit nicht nur erste Punkte gewann, sondern sofort unter die besten Zehn laufen konnte. Zwei Wochen später folgte das Weltcupdebüt in Hochfilzen, bei dem sie 96. eines Sprints wurde.

## Weltcup-Platzierungen
Die Tabelle zeigt alle Platzierungen (je nach Austragungsjahr einschließlich Olympische Spiele und Weltmeisterschaften).
- 1.–3. Platz: Anzahl der Podiumsplatzierungen
- Top 10: Anzahl der Platzierungen unter den ersten zehn (einschließlich Podium)
- Punkteränge: Anzahl der Platzierungen innerhalb der Punkteränge (einschließlich Podium und Top 10)
- Starts: Anzahl gelaufener Rennen in der jeweiligen Disziplin
- Staffel: inklusive Mixed- und Single-Mixed-Staffeln

| Platzierung              | Einzel | Sprint | Verfolgung | Massenstart | Staffel | Gesamt |
| ------------------------ | ------ | ------ | ---------- | ----------- | ------- | ------ |
| 1. Platz                 |        |        |            |             |         |        |
| 2. Platz                 |        |        |            |             |         |        |
| 3. Platz                 |        |        |            |             |         |        |
| Top 10                   |        |        |            |             |         |        |
| Punkteränge              |        |        |            |             |         |        |
| Starts                   |        | 1      |            |             |         | 1      |
| Stand: 12. Dezember 2010 |        |        |            |             |         |        |